# Mikado (Lokomotive)

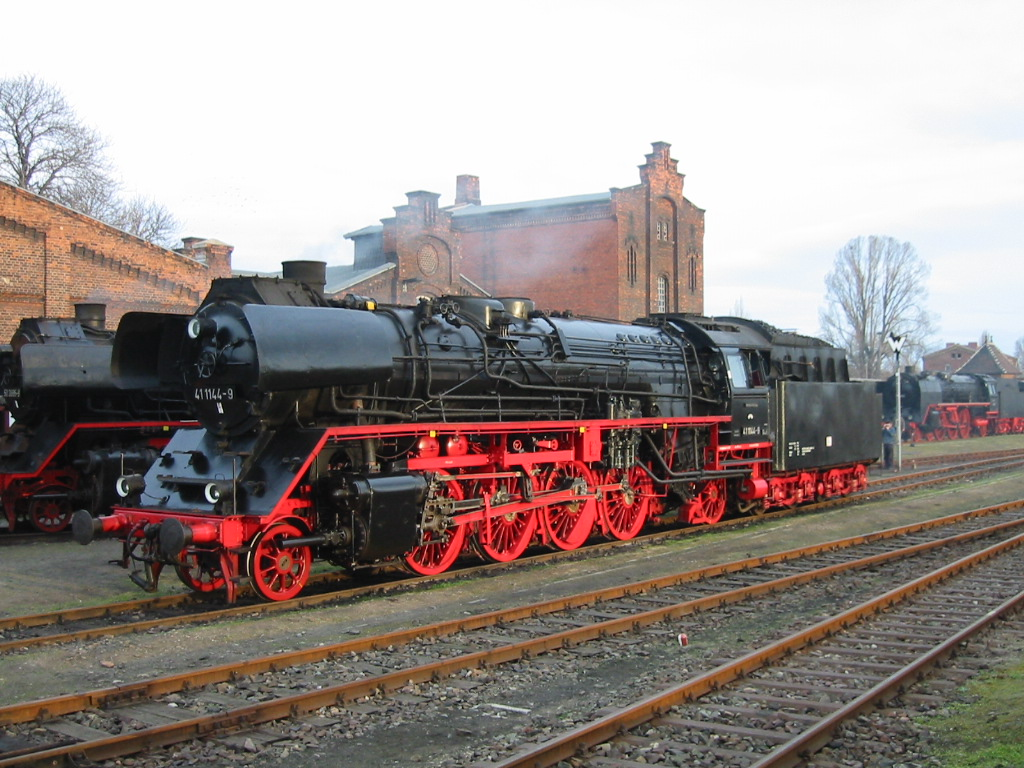
41 1144-9, eine Mikado aus Deutschland

Mikado ist die auch in Europa gebräuchliche nordamerikanische Bezeichnung für Dampflokomotiven der Achsfolge 1’D1’ (2-8-2 in der Whyte-Notation). Das bedeutet, die Lokomotiven haben eine Vorlaufachse, vier angetriebene Achsen und eine Nachlaufachse.
Lokomotiven mit dieser Achsfolge waren vielseitig eingesetzt; sie wurden als Schlepptenderlokomotiven sowohl Güterzug- und Mehrzwecklokomotiven wie auch Lokomotiven für Personen- oder Schnellzüge gebaut. Letztere wurden vor allem auf Strecken im Hügelland oder im Gebirge eingesetzt. Tenderlokomotiven dieser Achsfolge wurden sowohl im schweren Personen- und Güterzugdienst eingesetzt, es entstanden Lokomotiven für Nebenbahnen wie auch für Hauptstrecken. Aufgrund ihrer symmetrischen Achsfolge waren sie nicht auf Drehscheiben angewiesen und die vorwiegend auf die hintere Laufachse abgestützten Tendervorräte sorgten für weitgehend gleichbleibendes Reibungsgewicht, so dass die Achsfolge auch als Tenderlokomotive weite Verbreitung fand.

## Herkunft des Namens
Ende des 19. Jahrhunderts wurden die ersten erfolgreichen Mikados in den USA gebaut und auch exportiert. 1897 wurde eine von den Baldwin Locomotive Works gebaute Lokomotive nach Japan geliefert. Nach einem guten Dutzend amerikanischer Maschinen waren auch japanische Konstruktionen erfolgreich. In dieser Entwicklung dürfte auch die Bezeichnung Mikado (japanisch „erhabene Pforte“, frühere Bezeichnung für den japanischen Kaiser) begründet sein. Während des Zweiten Weltkriegs ersetzten einige US-amerikanische Bahngesellschaften die Bezeichnung Mikado durch MacArthur, nach dem im Pazifikkrieg gegen Japan bekannt gewordenen General Douglas MacArthur.

## Geschichte

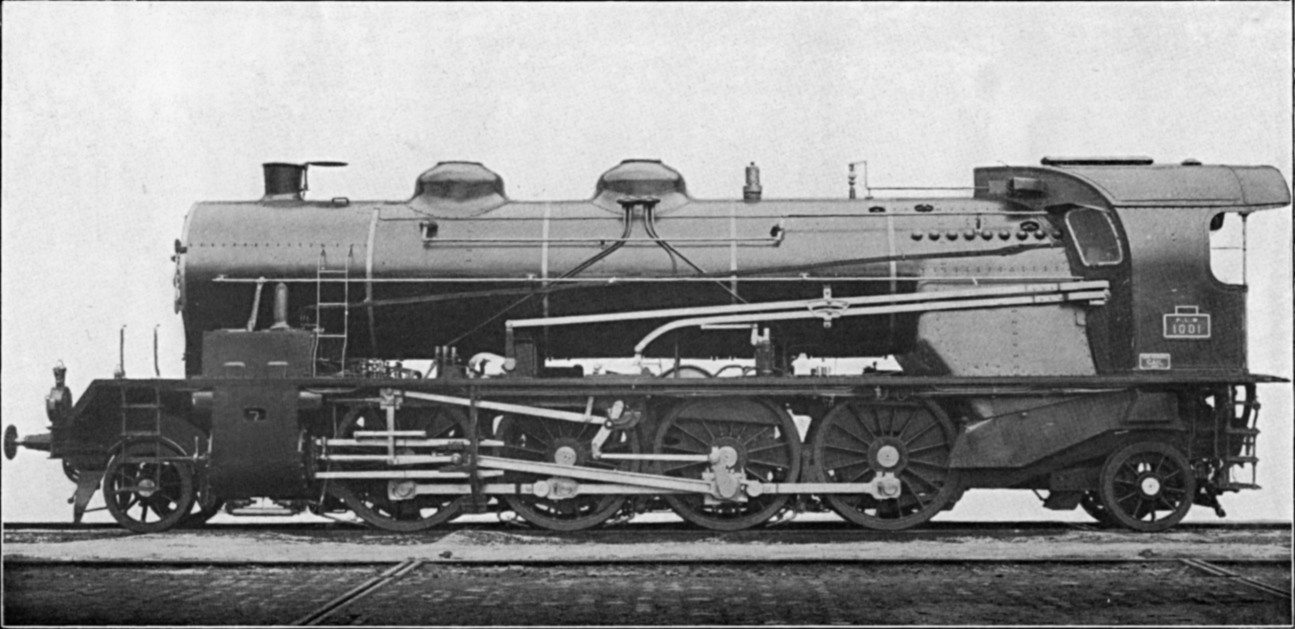
Die PLM 141.1001 war die erste europäische Schlepptender-Mikado

Die ersten Mikado-Lokomotiven entstanden 1884 in den USA durch Umbau von zwei Decapods (1’E-Lokomotiven) der Lehigh Valley Railroad (LV). Diese wiesen unzureichende Bogenlaufeigenschaften auf, die die Bahngesellschaft mit dem Ersatz der letzten Kuppelachse durch eine Nachlaufachse beheben wollte. Die neue Bauart war erfolgreich, die LV bestellte dennoch erst 1903 weitere Lokomotiven dieser Achsfolge. Verbreitung bei anderen Bahnen fand die neue Achsfolge zunächst nur in geringem Umfang. 1897 lieferte Baldwin mit den Lokomotiven der Reihe 9700 der privaten Nippon Tetsudō seine ersten Mikados aus, die der Achsfolge ihren Beinamen gaben. In den USA kam es erst ab etwa 1904 zu einer größeren Verbreitung. 1912 wiesen immerhin 29 % der in diesem Jahr von US-amerikanischen Bahngesellschaften bestellten 4515 Dampflokomotiven diese Achsfolge auf. Bis etwa Anfang der 1920er Jahre entstanden vor allem Güterzuglokomotiven, aber auch Schnellzuglokomotiven für steigungsreiche Einsatzstrecken. Letztere wurden jedoch bald durch Lokomotiven der Bauart Northern verdrängt. Im Güterverkehr, in dem sie sich bald aufgrund der größeren Kesselleistungsfähigkeit gegenüber der Bauart Consolidation durchsetzten, behielten Mikados in den USA jedoch Bedeutung bis fast zum Ende des planmäßigen Dampfbetriebs. Sie wurden bis Ende der 1940er Jahre gebaut, auch wenn die Bauarten Mountain (2’D1’) und Berkshire (1’D2’) sie in den schwereren Einsatzgebieten teilweise verdrängten.
Die ersten Mikados in Europa, allerdings als Tenderlokomotiven, waren die 1909 bei SLM von der schweizerischen Thunerseebahn bestellten drei Exemplare der Reihe TSB Ec 4/6. Sie sollten auch die einzigen Lokomotiven dieser Achsfolge in der Schweiz bleiben. 1913 wurden mit den 12 Lokomotiven der Reihe PLM 141 1001–1012 die ersten Schlepptender-Mikados in Europa für die französische Compagnie des chemins de fer de Paris à Lyon et à la Méditerranée (PLM) gebaut, dicht gefolgt von der 1914 ausgelieferten Reihe 470 der österreichischen k.k. Staatsbahnen (KkStB). Bis zum Ende des planmäßigen Dampfbetriebs blieben Mikado-Lokomotiven in vielen europäischen Ländern im Dienst, die letzten Maschinen mit der Achsfolge waren bspw. in der DDR, der Türkei und Polen bis Ende der 1980er Jahre im Einsatz.

## Mikados in Europa

### Deutschland
Die ersten Schlepptender-Mikados in Deutschland waren die von 1918 bis 1923 beschafften Sächsische XX HV (nach 1945 in der DDR rekonstruiert als DR-Baureihe 19.0 (Reko)), gefolgt von den zwischen 1922 und 1927 gebauten Preußischen P 10 (nach 1945 in der DDR rekonstruiert als DR-Baureihe 22), die beide für den Personen- und Schnellzugverkehr auf Strecken im Hügelland vorgesehen waren. Bei der Deutschen Reichsbahn entstand ab 1936 als Lokomotive für schnelle Güterzüge die Einheitslokomotive Baureihe 41, die mit 366 Exemplaren meistgebaute deutsche Mikado. Bei beiden deutschen Nachkriegs-Bahnverwaltungen blieben Maschinen der Baureihe 41 bis zum Ende der planmäßigen Dampftraktion im Einsatz, bei der Deutschen Bundesbahn bis 1977 und bei der Deutschen Reichsbahn bis 1988. Ebenfalls mit vier angetriebenen Achsen sowie einer Vor- und einer Nachlaufachse ausgeführt war auch die ab 1941 von der Reichsbahn erprobte Dampfmotorlokomotive 19 1001; da jede Achse einzeln angetrieben war, wies die Lokomotive allerdings die leicht abweichende Achsfolge 1’Do1’ auf.
Die erste Tenderlokomotive der Achsfolge 1’D1’ kam in Deutschland 1913 mit einer Versuchslokomotive für die Berliner Stadt-, Ring- und Vorortbahnen zum Einsatz. Trotz deutlich abweichender technischer Merkmale wurde sie bei den Preußischen Staatsbahnen in die Gattung T 14 eingeordnet, mit der die erste große Serie an Mikado-Tenderlokomotiven in Deutschland beschafft wurde. Abgelöst wurde sie von der Weiterentwicklung als Preußische T 14.1. Die Deutsche Reichsbahn beschaffte schließlich zwischen 1928 und 1943 über 770 Exemplare der Baureihe 86, einer Einheitslokomotive für den Einsatz vor allem im Güterverkehr und auf Nebenbahnen. Auch deutsche Privatbahnen beschafften in größerem Umfang Mikado-Tenderlokomotiven, so etwa die Halberstadt-Blankenburger Eisenbahn mit den Maschinen HBE 10–12 oder die Köln-Bonner Eisenbahnen mit den Lokomotiven KBE 81–90.
Weitere Planungen für Mikado-Lokomotiven, so etwa im Rahmen der Reichsbahn-Einheitslokomotiven für eine Personenzuglokomotive in der Nachfolge der P 10 als Baureihe 22 oder eine schwere Güterzugtenderlokomotive als Baureihe 83, wurden nicht umgesetzt. Auch im Typenprogramm für die Neubaulokomotiven der Deutschen Bundesbahn waren Anfang der 1950er Jahre Mikado-Bauarten vorgesehen. Weder die vorgesehene schwere Personenzuglokomotive der Baureihe 20 (die mit Stoker ausgerüstet werden sollte) noch die in Fortsetzung der Reichsbahnplanungen in Erwägung gezogene schwere Güterzugtenderlokomotive der Baureihe 83 wurden angesichts des beginnenden Strukturwandels hin zur Elektro- und Dieseltraktion noch realisiert. Henschel baute lediglich zwei an diese Planungen angelehnte Lokomotiven, die schließlich an deutsche NE-Bahnen verkauft werden konnten.

### Frankreich
In Frankreich bekam die Bauart ebenfalls eine große Verbreitung, von der SNCF Serie 141 R wurden ab 1945 über 1300 Exemplare beschafft; die letzten wurden bis zum Ende des planmäßigen Dampfbetriebs in Frankreich im Jahr 1975 eingesetzt. Eine weitere verbreitete Mikado war die SNCF Serie 141 P von der ab 1942 über 300 Stück gebaut wurden. Im Unterschied zur als Zweizylinderlokomotive ausgeführten 141 R war die 141 P eine Vierzylinder-Verbundmaschine mit einer Leistung von rund 4000 PS (rund 2940 kW).

### Polen
Ein wirtschaftlicher und mit rund 2000 PS (rund 1470 kW) leistungsfähiger Mikado-Typ war die in über 100 Exemplaren ab 1932 für die Polnischen Staatsbahnen (PKP) gebaute Serie Pt31. Während des Zweiten Weltkriegs verdrängten die von der Deutschen Reichsbahn nach dem Überfall auf Polen als Baureihe 19.1 übernommenen Pt31 sogar die neueren Stromlinienlokomotiven der DR-Baureihe 03.10 von der Westbahn zwischen Wien und Salzburg, nachdem eine der Stromlinienlokomotiven im Wienerwald vor dem Sonderzug von Adolf Hitler liegengeblieben war. Die Pt31 waren nur geringfügig stärker als die 03.10, besaßen aber wesentlich elastischere Kessel. Nach dem Krieg beschaffte die PKP zwischen 1947 und 1951 die aus der Pt31 weiterentwickelte Reihe Pt47 mit insgesamt 180 Maschinen, deren letzte bis Ende der 1980er Jahre planmäßig eingesetzt wurden. Beide Reihen waren erfolgreich vor allem im schweren Schnellzugdienst eingesetzt, den sie bei der PKP über lange Jahre dominierten.

### Vereinigtes Königreich
Im britischen Eisenbahnwesen fanden Mikados keine große Verbreitung. Lediglich acht Schlepptenderlokomotiven dieser Achsfolge entstanden, darunter allerdings mit der in sechs Exemplaren gebauten LNER-Klasse P2 eine der stärksten je im britischen Eisenbahnnetz eingesetzten Schnellzugdampflokomotiven. Mit der GWR-Klasse 7200, deren 54 Exemplare in den 1930er Jahren aus 1’D-Tenderlokomotiven umgebaut wurden, um größere Kohlenvorräte unterzubringen, gab es auch nur eine Tenderlokomotivreihe dieser Achsfolge.